# 41 aC

## Esdeveniments

### Imperi romà
- Luci Antoni i Publi Servili Vàtia Isàuric són cònsols.
- Guerra de Perusa

## Naixements
- Cleòpatra Selene i Alexandre Heli: fills bessons de Cleòpatra VII i Marc Antoni. (també podria haver sigut en el 40 aC).

## Necrològiques
- Arsinoe IV, germana i rival de Cleòpatra VII